# Karl 8. af Frankrig
Karl 8. (fransk: Charles VIII; 30. juni 1470 – 7. april 1498) var konge af Frankrig fra 1483 til 1498.
Han var søn af Ludvig 11. af Frankrig. Mens han var umyndig, varetog Karls søster Anne af Frankrig regeringen sammen med sin mand Pierre de Beaujeu.
Han giftede sig 1491 med Anne af Bretagne og knyttede dermed Bretagne til Frankrig.
Han gjorde krav på kongeriget Napoli og indledte i den anledning en serie krige med Italien. Han var svag og sygelig men ville gerne fremstå som en stor krigerkonge.
Han slog sit hoved på dørkarmen da han ville igennem en dør. Det førte til indre blødninger, og han døde kort efter.
Efter Karl 8.s død giftede hans enke sig med hans efterfølger Ludvig 12. af Frankrig.